# Халкидский шлем

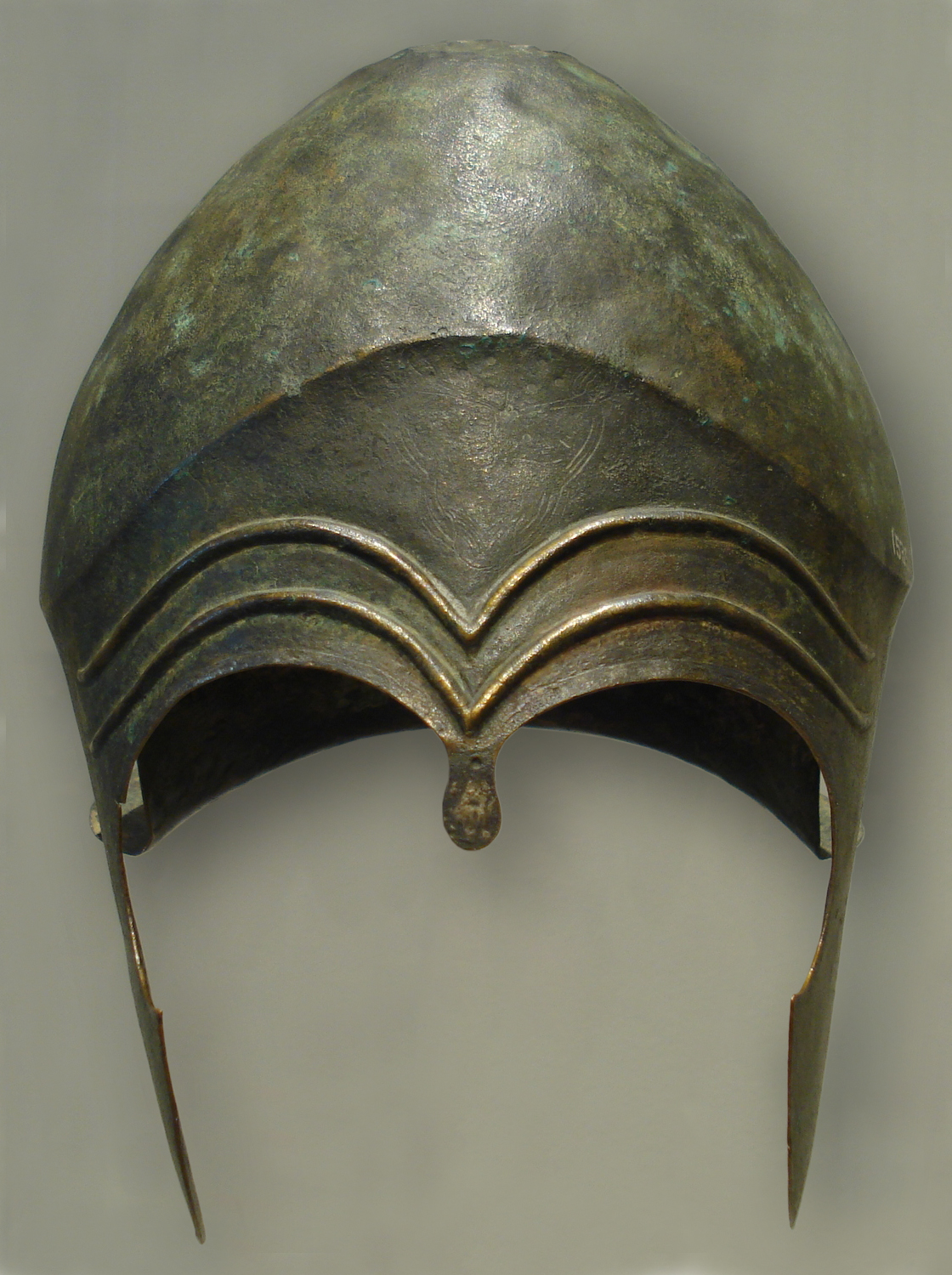
Ранний халкидский шлем VI века (Метрополитен-музей)

Халкидские шлемы — тип шлемов, который вытеснил к концу V века до н. э. коринфские шлемы в Древней Греции.

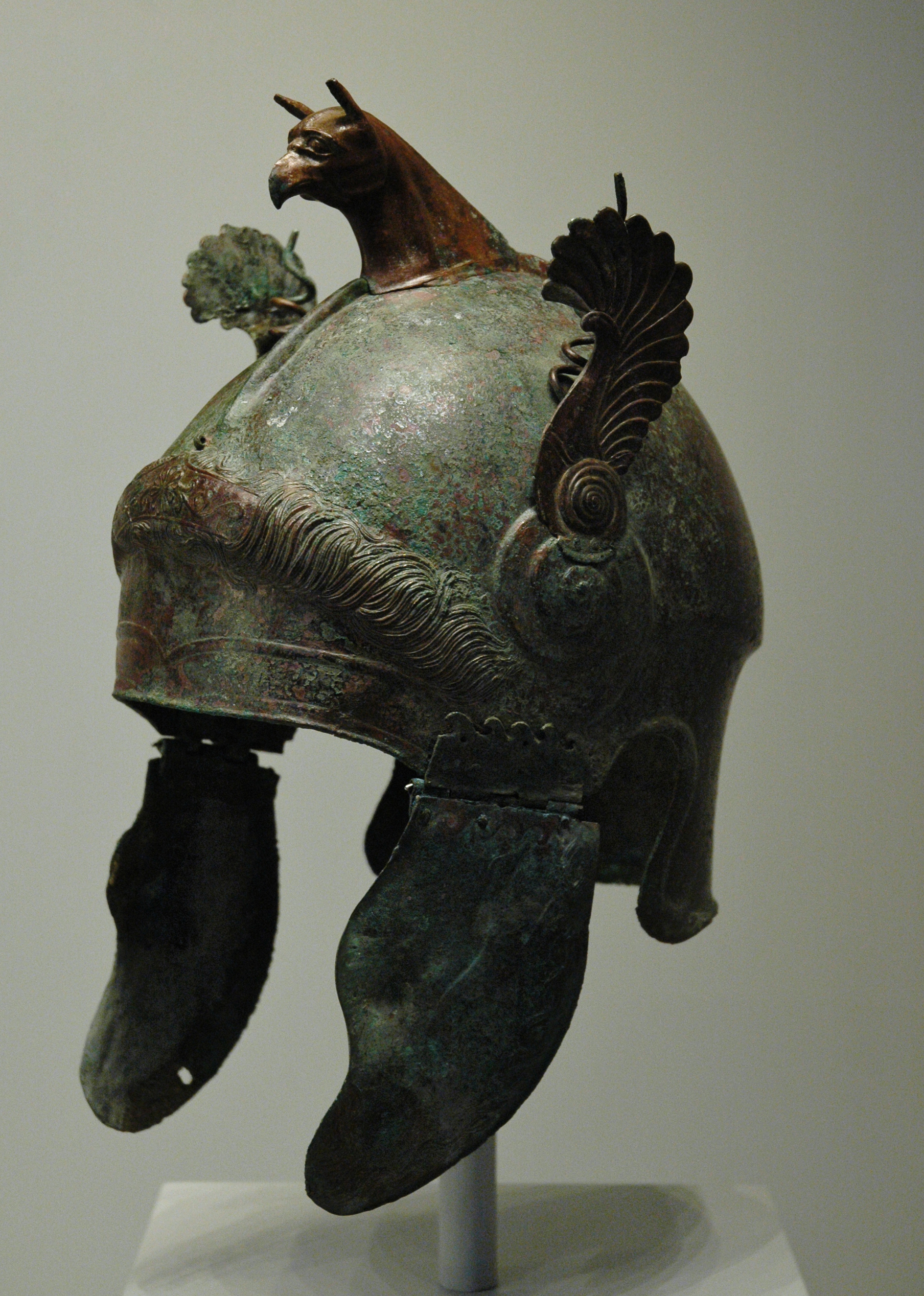
Шлем халкидского типа из южной Италии, 2-я половина IV века. Из-за отсутствия наносника квалифицируется некоторыми исследователями как аттический тип. Содержит пару антенн в виде крыльев

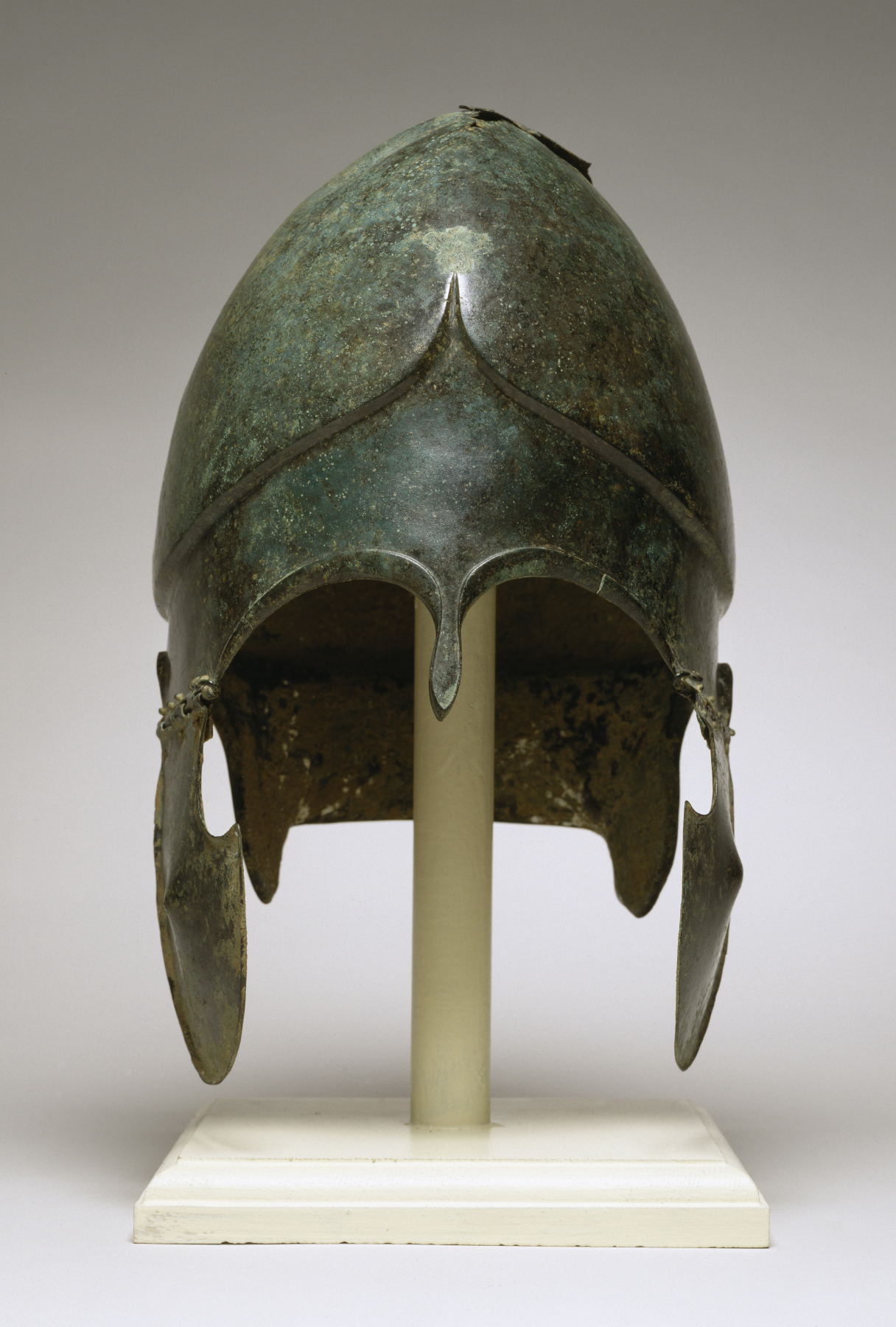
Халкидский шлем, ок. 500 год до н. э.

Есть разные версии происхождения названия. Как полагают некоторые ученые, такой тип шлема стали производить во 2-й половине VI в. до н. э. в греческих поселениях на Сицилии и юга Италии, основанных выходцами из Халкиса, греческого города на о-ве Эвбея, недалеко от Афин. Кроме того, само греческое слово χαλκός означает медь, бронза. Другой вариант, что изображения шлемов этого типа часто встречаются на керамике с полуострова Халкидика.
В отличие от коринфского наносник у этого шлема символический или вообще отсутствует, за счет чего улучшается обзор. В районе ушей, менее уязвимого направления для копий, появляется фигурный вырез, отчего нащечники становятся именно нащечниками, а не продолжением сплошного шлема. При этом теряется их прочность из-за возможности прогиба, но видимо, преимущество в комфорте перевешивало ослабление в защите. В то же время при попытке вернуть в нормальное положение отогнутый нащечник, он ломался. По этой причине позже нащечники крепились на петлях, как делали в шлемах римских легионеров. Нащечники достаточно широкие, прямоугольной или округлой формы, часто фронтальный край нащечника волнообразный. Зрительно шлем состоит из двух частей: верхний полусферический кумпол и нижняя часть, соединяющиеся визуально в районе рельефно выступающего ободка.
Известный автор Питер Конноли (Peter Connolly) классифицировал халкидские шлемы на 3 группы: с цельными нащечниками, с откидными нащечниками на петлях, с нащечниками на петлях и без наносника (аттический тип). Другой автор Petros Dintsis разбил халкидские шлемы на 4 группы по форме нащечников, дополнительно подразделяя каждую группу на 2 подгруппы по способу крепления нащечников.
По весу шлем легче коринфского, весит не более 1 кг, вентиляция гораздо лучше. В шлемах римских легионеров заимствованы характерные широкие нащечники халкидских шлемов на петлях, в то время как сами шлемы были популярны в Италии у самнитов, этрусков и греков. Халкидский тип появился в VI в. до н. э. и был вытеснен из массового употребления более простыми пилосами и фракийскими шлемами в III веке до н. э. Хотя и продолжал жить в виде шлемов римской пехоты, вобравших в себя лучшее от разных народов, до перехода на более прочное и доступное железо.